# Epstein-Barr virus
Epstein-Barr virus (EBV) eller human herpes virus 4 er en vidt udbredt herpesvirus, der spredes ved intim kontakt. EBV er en af de mest almindelige virus i mennesker, men størstedelen af EBV-infektionerne er ubemærkede og subkliniske, og antistoffer mod EBV findes hos 90-95% af alle verdens voksne.
EBV inficerer B-lymphocytter, T-lymphocytter, epithelceller og muskelceller. Som andre medlemmer af familien af herpesvirus har EBV en latens-fase i inficerede celler, men i modsætning til herpes simplex virus (HSV) og cytomegalovirus (CMV) er EBV i stand til at transformere inficerede celler til kræftceller og betegnes derfor som en oncogen virus eller oncovirus.
Mononucleose (kyssesyge) forårsages af EBV, og kræftformerne B-celle lymphoma, T-celle lymphoma, Hodgkin lymphoma, Burkitt’s lymphoma, mavekræft og nasopharyngeal carcinoma kan forårsages af EBV.

## Struktur og genom
Viruspartiklen er omkring 122–180 nm i diameter og består af en dobbelthelix af DNA (eller dsDNA, dobbeltstrænget DNA) med ca. 172.000 basepar fordelt i 85 gener.
DNA’et er omgivet af et nucleocapsid af protein, der er omgivet af andre proteiner kaldet tegument, som alt sammen er indesluttet i en membran (eng. envelope) af lipider og glycoproteiner. I infektionsprocesserne reorganiseres virusgenomet til et episom, et ringformet dobbeltstrænget molekyle, dsDNA også cccDNA (eng. covalently closed circular DNA), der repliceres i cellekernen som et kromosom.

## Infektionsfasen
Bindingen af viruspartikler til B-lymphocytter sker ved hjælp af fem glycoproteiner på overfladen af viruspartiklen: gp350/220, gp42, gB og gH/gL, der i samspil binder sig til B-lymfocyttens overfladeproteiner: CD21 og MHC (major histocompatibility complex) klasse II og derved udløser kaskader af signaltransduktion, der gør cellen stabil overfor en latent infektion. Dette indebærer bl.a. blokering af apoptosen og ændringer i histonprofilen.
Inde i cellen reagerer tegument-proteinet BNRF1 ved binding til Daxx ved specifikke reaktioner, der stabiliserer latenstilstanden. Desuden bliver det virale genom ringsluttet og associeret med histoner for derved at optræde som et et eller flere ekstra kromosomer.

## Latensfasen
I latensperioden i B-lymfocytterne udtrykkes en mindre del af EBV-genomet kaldet “latens-generne”, hvis produkter er essentielle for EBV-genomets stabilitet og værtscellens overlevelse. Det er de nukleære antigener EBNA1, 2, 3A, 3B, 3C og LP) og tre membranproteiner (LMP1, 2A og 2B), om hvilke man har fundet at LMP1 efterligner CD40 receptoren, LMP2A efterligner B-celle receptoren (BCR) og at EBNA2 er en transkriptionsaktivator, der aktiverer den signalvej der kaldes Notch pathway.
Desuden har man fundet, at miRNA (mikro-RNA, EBER1, EBR2, små ikke-adenylerede RNA-molekyler) fungerer ved at blokkere den normale signaltransduktion og derved undgå et immunrespons.

## Den lytiske cyklus
I den lytiske fase udtrykkes virusgener der muliggør den intracellulære produktion og frigørelse af infektiøse viruspartikler.

## Transformationsfasen
Transformationsfasen beskriver ændringerne til kræftceller.